# Recopa Sudamericana 1993
De Recopa Sudamericana 1993  was de 5e editie van de Zuid-Amerikaanse supercup die jaarlijks gespeeld wordt in het Zuid-Amerikaanse voetbal tussen de winnaars van CONMEBOL competities Copa Libertadores en Supercopa Sudamericana.

## Gekwalificeerde teams
| Team      | Kwalificatie                        | Vorige deelnames |
| --------- | ----------------------------------- | ---------------- |
| São Paulo | Winnaar Copa Libertadores 1992      | geen             |
| Cruzeiro  | Winnaar Supercopa Sudamericana 1992 | 1992             |

## Wedstrijdinfo

### 1e wedstrijd
|                   |           |       |          |                                                                                           |
| 26 september 1993 | São Paulo | 0 – 0 | Cruzeiro | Estádio do Morumbi, São Paulo Toeschouwers: 12.974 Scheidsrechter: Renato Marsiglia (BRA) |
| 26 september 1993 | (Report)  |       |          | Estádio do Morumbi, São Paulo Toeschouwers: 12.974 Scheidsrechter: Renato Marsiglia (BRA) |

### 2e wedstrijd
|                   |                                            |       |                            |                                                                                       |
| 29 september 1993 | Cruzeiro                                   | 0 – 0 | São Paulo                  | Mineirão, Belo Horizonte Toeschouwers: 20.000 Scheidsrechter: Jorge Luis Nieves (URU) |
| 29 september 1993 | (Report)                                   |       |                            | Mineirão, Belo Horizonte Toeschouwers: 20.000 Scheidsrechter: Jorge Luis Nieves (URU) |
| 29 september 1993 | Strafschoppen                              |       |                            | Mineirão, Belo Horizonte Toeschouwers: 20.000 Scheidsrechter: Jorge Luis Nieves (URU) |
| 29 september 1993 | Paulo Roberto Ronaldo Luís Fernando Ademir | 2 – 4 | Dinho Cafu Válber Ronaldão | Mineirão, Belo Horizonte Toeschouwers: 20.000 Scheidsrechter: Jorge Luis Nieves (URU) |

1989 · 1990 · 1991 · 1992 · 1993 · 1994 · 1995 · 1996 · 1997 · 1998 · 1999 · 2000 · 2001 · 2002 · 2003 · 2004 · 2005 · 2006 · 2007 · 2008 · 2009 · 2010 · 2011 · 2012 · 2013 · 2014 · 2015 · 2016 · 2017 · 2018 · 2019 · 2020 · 2021 · 2022